# ダブリン技術学院
ダブリン技術学院（ダブリンぎじゅつがくいん、英: Dublin Institute of Technology、愛: Institiúid Teicneolaíochta Bhaile Átha Cliath）は、ダブリン7区グランジゴーマンに本部を置いていたアイルランドの国立高等教育機関である。1978年に設置され、2019年に廃止された。略称はDIT。
2019年1月1日からダブリン技術学院、タラ技術学院、ブランチャーズタウン技術学院が合併し、アイルランドで最初の工科大学であるダブリン工科大学となった。

## 全体

### 名称
総合大学では多くの場合より広範な知的発達を提供しているのに対し、技術学院は学生が最初から職業的な道を念頭に置いているという点で、よりキャリア志向であるとされている。

### 評価
大学としての認可は受けていなかったが、大学と構造が非常に似ているため様々な大学評価の世界的指標でランキングされた。そのひとつ、クアクアレリ・シモンズによる「QS世界大学ランキング 2019」（2018年）では世界第751〜800位台等だった。過去最高は、2010年の世界第395位。
また、タイムズ・ハイアー・エデュケーションの『THE世界大学ランキング 2019』（2018年）では世界第801〜1000位台等だった。過去最高は、2018年および2017年の世界第601〜800位台等。

## 沿革

### 起源
ダブリン技術学院の前身であるダブリン市技術学校（City of Dublin Technical Schools）は、1887年にアーノルド・フェリックス・グレイブスによって設立された。
時が経つにつれ、他の技術学校も開校し、後にダブリン技術学院を形成することになった。
- 技術カレッジ、ケビン通り（1887年設立）
- 音楽カレッジ、チャタム・ロウ（1890年設立）
- 商科カレッジ、ラスマインズ（1901年設立）
- マーケティング・デザイン・カレッジ、マウントジョイ・スクエア（1905年設立）
- 技術カレッジ、ボルトン通り（1911年設立）
- ケータリング・カレッジ、キャサル・ブルガ通り（1941年設立）

### 学位授与
1975年、ダブリン大学はダブリン技術学院を構成する単科大学（カレッジ）に学位を授与する協定を締結した。この協定は 1998年にダブリン技術学院が1992年のダブリン技術学院法に基づいて独自の学位授与権限を与えられるまで続いた。

### 連邦制度（1978年 - 1992年）
1978年には、技術単科大学が他の5つの単科大学に加わり、ダブリン技術学院が設立された。

### 単一の教育機関へ向けて
1992年にダブリン技術学院は、ダブリン技術学院法に基づき、単一の教育機関として法律で設立された。

### 総合大学認可へ向けて
1996年の総合大学（University）指定申請は却下された。当時、ダブリン技術学院は総合大学と同等の活動範囲と様々な権限を有しており、その学位はアイルランド国内のみならず国際的にも認められていた。アイルランド国家資格局（National Qualifications Authority of Ireland）が制定したアイルランドの国家資格の枠組みに完全に準拠した学士号、修士号、博士号を授与する立法権を有していた。

### 工科大学へ向けて
2014年にダブリン県の他の2つの技術学院であるタラ技術学院とブランチャーズタウン技術学院と共同で、工科大学としての指定につながる正式な過程に入った。2018年4月に最終申請が提出され、2018年7月にダブリン工科大学（Technological University Dublin; TU Dublin）の結成が承認された。2019年1月1日に発足した。

## 組織構成

### ガバナンス
ダブリン技術学院には、ダブリン市長、社会・産業団体、教員、学生などの公共の代表者で構成された運営組織があり、最終的にはトム・コリンズ教授が議長を務めた。
1992年、マイケル・オドネルが最初の暫定学長に就任した。1993年にブレンダン・ゴールドスミス教授が学長に就任した。2003年から2018年までは、ブライアン・ノートン教授が2代目、最後の学長を務めた。

### 学部
以下は、2019年の廃止当時にあった学部の一覧である。また、統合されたダブリン工科大学でも以下の学部学科は保持された。
- 芸術観光学部
  - 創作芸術学科
  - 調理食品技術学科
  - ホスピタリティ経営観光学科
  - 外国語・法学・社会科学科
  - メディア学科
  - 音楽演劇学科
- 経営学部
  - 経理財務経営学科
  - マーケティング学科
  - 小売・サービス経営学科
- 建築環境工学部
  - 建築学科
  - 土木工学科
  - 電気電子工学科
  - 機械設計工学科
  - 学際技術学科
  - 測量施工管理学科
  - 交通工学・環境・計画学科
- 理保健学部
  - 生物健康科学科
  - 化学薬学科
  - 計算機学科
  - 食品科学・環境衛生学科
  - 数理学科
  - 物理・臨床・検眼科学科

#### 入学試験
中央出願局（CAO）は、ダブリン技術学院に代わり、アイルランド、イギリス、欧州連合および欧州自由貿易連合の学士課程の出願を担当していた。入学の決定は、CAOが合格受験者に通知を出すようダブリン技術学院が指示している。最低限の入学要件があり、個々の学部・コースにはさらに入学要件がある。
CAOは、アイルランドの国家統一高校卒業試験のリービング・サーティフィケートの結果に応じて合否を決める。イギリスの一般教育修了上級レベル、フランスのバカロレアなどの欧州連合および欧州自由貿易連合の試験や国際バカロレアなどでも出願はできる。
欧州連合の国民または居住者ではない出願者には、異なる出願手順が適用される。
修士課程、博士課程への入学は、ダブリン技術学院が直接担当していた。

### 研究科
以下は、2019年の廃止当時にあった研究科の一覧である。また、学部と同様に統合されたダブリン工科大学でも以下の学部学科は保持された。
- 芸術観光系研究科
  - 創作芸術研究系
  - 調理食品技術研究系
  - ホスピタリティ経営観光研究系
  - 外国語・法学・社会科学研究系
  - メディア研究系
  - 音楽演劇研究系
- 経営学研究科
  - 経理財務経営研究系
  - マーケティング研究系
  - 小売・サービス経営研究系
  - ビジネス研究系
- 建築環境工学系研究科
  - 建築研究系
  - 土木工学研究系
  - 電気電子工学研究系
  - 機械設計工学研究系
  - 学際技術研究系
  - 測量施工管理研究系
  - 交通工学・環境・計画研究系
- 理保健学系研究科
  - 生物健康科学研究系
  - 化学薬学研究系
  - 計算機学研究系
  - 食品科学・環境衛生学研究系
  - 数理学研究系
  - 物理・臨床・検眼科学研究系

## 学生生活

### 学生自治会
ダブリン技術学院学生自治会は、ダブリン技術学院の全学生を代表する組織で、カレッジ内の各レベル（学士、修士、博士）で学生の声を反映させていた。ダブリン技術学院内のすべての学生が自動的に会員となっていた。

### スポーツクラブ
ダブリン技術学院には40以上のスポーツクラブがあり、ゲーリックフットボール、サッカー、ハンドボール、ライフル射撃、水球、アーチェリー、バスケットボール、カイトサーフィン、クリケットなどがあった。

## 出身者
- バーティ・アハーン - 第11代アイルランド首相
- リン・ヒラリー - 歌手
- ドーナル・グリーソン - 俳優
- ルイーズ・ケネディ - ファッションデザイナー